# 아이폰 OS 1
아이폰 OS 1은 iOS 계열의 첫 번째 버전이다. 아이폰 OS 1.1.5가 아이폰 OS 1의 최신 업데이트 버전이다. 아이폰 OS 2로 이어지며, 2009년 초반에 지원이 중단되었다.

## 역사
2007년에 맥월드 컨퍼런스에서 아이폰 (1세대)와 함께 처음으로 공개되었다. 공개 당시 애플은 아이폰 OS 1을 "맥 OS X 타이거에 기반해 있다" 라고 하였다. 당시 애플 개발자 내에서는, 새로운 아이폰 OS를 아이팟을 기반으로 하여 만들자는 주장이 있었고, OS X를 기반으로 하여 만들자는 주장이 서로 대립되었는데, 스티브 잡스가 OS X를 기반으로 하여 만들자는 주장을 지지하게 되면서, 아이폰 OS 1은 맥 OS X 타이거에 기반으로 하여 개발되게 되었다. 따라서 아이폰 OS 1에 존재하였던 Dock 기능이나, 상태 막대와 같은 기능은 OS X를 본떠 만들어지게 되었다.
또한 스티브 잡스의 전기문에 의하면, 개발 전에 스티브 잡스는 앱스토어가 새로운 아이폰 OS 1에 필요한 것을 알고는 있었지만, 스티브 잡스는 아직 넣지 말라고 하였으며, "나중에 이 아이폰이 출시된 이후 넣어도 된다" 고 하였다고 한다. 따라서 이후 아이폰 OS 1의 후속 버전인 아이폰 OS 2에서 앱스토어가 추가되었다.
기능들은 주로 멀티태스킹을 지원하지 않는 메모, 계산기, 전화, 문자, 아이튠즈와 같은 기본적인 전화기 기능만 존재하였으며, 이때 제작된 기본 애플리케이션들은 iOS 6까지 쭉 변함없이 이어지는 계기가 되었다.

## 아이폰 OS 1.1.3의 가격
아이폰 OS 1.1.3은 아이팟 터치 사용자들에 한해 19.95 달러를 지불해야만 운영 체제를 업그레이드할 수 있었다.

## 지원 기기
- 아이폰 (1세대)
- 아이팟 터치 (1세대)